# Сара Нуча
Сара Нуча (фр. Sarah Noutcha; нар. 16 грудня 1999 року) — французька фехтувальниця на шаблях, чемпіонка світу та Європи.

## Виступи на Олімпіадах
| Олімпіада  | Дисципліна     | Місце |
| ---------- | -------------- | ----- |
| Париж 2024 | командна шабля | 4     |